# Lenroot, Wisconsin
Lenroot là một thị trấn thuộc quận Sawyer, tiểu bang Wisconsin, Hoa Kỳ. Năm 2010, dân số của thị trấn này là 1.237 người.